# ديجيني ريغاسا
ديجيني ريغاسا موتوما (من مواليد 18 أبريل 1989) عداء مسافات طويلة بحريني، الجنسية إثيوبي المولد. حامل لقب بطل آسيا في 5000 متر.
في أول ظهور رئيسي له خارج إثيوبيا شارك في ماراثون فرانكفورت 2009 حيث حل في المركز العشرين بزمن قدره 02:15:30 ساعة. قرر الهجرة إلى البحرين في نهاية عام 2009. شارك في بطولة العالم للعدو الريفي 2010 حيث حل في المركز الرابع والثمانين بينما حل رابعا في سباق 5000 متر في دورة الألعاب الآسيوية 2010.
تحسن كثيرا في موسم 2011. حل في المركز الثامن والعشرين في بطولة العالم للعدو الريفي 2011 ثم فاز بذهبية سباق 5000 متر في بطولة آسيا لألعاب القوى 2011 حيث فازت البحرين بذهبية جميع سباقات المسافات الطويلة في تلك البطولة. حقق رقم شخصي له قدره 13:24.27 دقيقة في دورة الألعاب العسكرية 2011 مما أدى إلى احتلاله المركز السابع ثم مثل البحرين في تصفيات بطولة العالم لألعاب القوى 2011. في دورة الألعاب العربية 2011 شارك في سباق 3000 متر موانع حيث حل رابعاً بزمن قدره 8:39.53 دقيقة. فاز بأول ميدالية له في مارس بعدما حل وصيفا في بطولة آسيا لاختراق الضاحية حيث صعد على منصة التتويج مع مواطناه أليمو بيكيلي وبيليسوما شوغي.

## روابط خارجية
- ديجيني ريغاسا على موقع الاتحاد الدولي لألعاب القوى (الإنجليزية)